# Kjuder
Kjuder je priimek v Sloveniji, ki ga je po podatkih Statističnega urada Republike Slovenije na dan 1. januarja 2010 uporabljalo 27 oseb.

## Znani nosilci priimka
- Albin Kjuder (1893—1967), duhovnik, zgodovinar in knjižničar
- Jagoda Kjuder (*1958), glasbenica in glasbena pedagoginja
- Minu Kjuder (*1942), gledališka igralka
- Oskar Kjuder (*1925), glasbenik, dirigent in zborovodja
- Viktor Kjuder (1904—1946), društveni delavec v Argentini